# Mihály Balla
Mihály Balla (ur. 21 maja 1965 w Nyíregyházie) – węgierski polityk, nauczyciel i samorządowiec, poseł do Zgromadzenia Narodowego, eurodeputowany V kadencji.

## Życiorys
W 1987 ukończył kolegium nauczycielskie Bessenyei György Tanárképző Főiskola, a w 1998 studia na Uniwersytecie w Miszkolcu. Zawodowo pracował jako nauczyciel. W 1997 zaangażował się w działalność polityczną w ramach Fideszu.
W 1998 po raz pierwszy uzyskał mandat posła do Zgromadzenia Narodowego. Z powodzeniem ubiegał się o reelekcję w wyborach w 2002, 2006, 2010, 2014, 2018 i 2022.
W latach 2002–2006 zasiadał także w radzie gminy Érsekvadkert. Od 2003 był obserwatorem w Parlamencie Europejskim V kadencji, a od maja do lipca 2004 pełnił funkcję europosła. W krajowym parlamencie powoływany na wiceprzewodniczącego frakcji poselskiej Fideszu i na przewodniczącego komisji spraw zagranicznych.